# Culdesac
Culdesac – miasto w Stanach Zjednoczonych, w stanie Idaho, w hrabstwie Nez Perce.